# Бабин Погар
Ба́бин Пога́р — гора в Українських Карпатах, в масиві Горгани. Розташована в Надвірнянському районі Івано-Франківської області.
Висота 1449 м. Знаходиться на переході від хребта Синяк у напрямку перевалу Столи, а також на підході до підйому на Довбушанку.
Найближчі населені пункти: Зелена, Бистриця.